# Пайяяха
Пайяяха (устар. Пайя-Яха) — река в России, находится в Пуровском районе Ямало-Ненецкого автономного округа. Река преимущественно протекает на юго-восток, с истоком — на границе Надымского и Пуровского районов, а устьем — в 114 км по левому берегу реки Большой Ямсовей. Длина реки составляет 12 км.

## Данные водного реестра
По данным государственного водного реестра России относится к Нижнеобскому бассейновому округу, водохозяйственный участок реки — Пур, речной подбассейн реки — отсутствует. Речной бассейн реки — Пур.
Код объекта в государственном водном реестре — 15040000112115300059866.